# Live 2019
Albums de Mylène Farmer
Désobéissance
(2018) Histoires de
(2020)
Singles
1. M'effondre (Live)
Sortie : 10 octobre 2019

Live 2019 est le septième album Live de Mylène Farmer, paru le 18 octobre 2019 chez Sony.
Composé de 22 titres, ce double album retrace la série de 9 concerts intransportables que la chanteuse a jouée exclusivement à Paris La Défense Arena (la plus grande salle d'Europe) du 7 au 22 juin 2019, réunissant plus de 235 000 spectateurs.
Classé n°1 des ventes dès sa sortie, l'album est certifié disque de platine pour plus de 100 000 exemplaires écoulés en France. Il se classe également n°1 en Belgique et n°2 en Suisse.
Diffusé dans 613 salles de cinéma le 7 novembre 2019, le film du spectacle rassemble plus de 162 000 spectateurs en un soir, la chanteuse battant ainsi son propre record du nombre de spectateurs pour ce type d'évènement.
Le DVD du spectacle paraît un mois plus tard et se classe à son tour n°1 des ventes, recevant un DVD de diamant en une semaine.

## Histoire

### Genèse

Paris La Défense Arena.

En septembre 2018, trois ans après l'album Interstellaires, Mylène Farmer sort l'album Désobéissance, réalisé en grande partie par le DJ français Feder. Certifié disque de platine en huit jours, il réalise le meilleur démarrage pour un artiste depuis deux ans.

Soutenu par les titres Rolling Stone, N'oublie pas (en duo avec LP), Désobéissance et Des Larmes, qui se classent tous no 1 des ventes, l'album reçoit un double disque de platine en décembre 2018 et s'écoule à plus de 300 000 exemplaires.

Six ans après sa tournée Timeless 2013, la chanteuse se produit du 7 au 22 juin 2019 pour une série de 9 concerts intransportables à Paris La Défense Arena (la plus grande salle d'Europe), réunissant plus de 235 000 spectateurs.

### Sortie
L'album Live 2019 paraît le 18 octobre 2019, avec en guise d'extrait la version Live du titre M'effondre, une chanson composée par Moby dont la version originale était présente sur l'album Bleu noir.
Bien que Mylène Farmer n'en fasse aucune promotion, le CD se classe directement n°1 du Top Albums en France, où il est certifié disque de platine pour plus de 100 000 ventes. Il se classe également n°1 en Belgique et n°2 en Suisse.
Diffusé dans 613 salles de cinéma le 7 novembre 2019, le film du spectacle rassemble plus de 162 000 spectateurs en un soir, la chanteuse battant ainsi son propre record du nombre de spectateurs pour ce type d'évènement.

Le DVD du spectacle paraît le 6 décembre 2019 et se classe à son tour n°1 des ventes, recevant un DVD de diamant en France en une semaine.
Le 14 janvier 2020, le film est diffusé en prime time sur W9, rassemblant plus d'un million de spectateurs et signant ainsi le meilleur score d'audience de la chaîne pour un concert. Rediffusé à plusieurs reprises sur la chaîne, il sera également diffusé le 31 décembre 2020 sur M6, rassemblant cette fois 1 365 000 spectateurs.

## Pochette
Signée par Marcel Hartmann, la pochette montre une photo en noir et blanc de Mylène Farmer, debout et de profil, tête baissée, durant son interprétation de L'Horloge.

## Liste des titres
L'intégralité du spectacle est disponible sur le double CD et sur le triple 33 tours.
| 1.  | Coming from the Vortex         | -                    | Laurent Boutonnat                                                                                         | 8:30 |
| 2.  | Interstellaires                | Mylène Farmer        | Mylène Farmer et Martin Kierszenbaum                                                                      | 3:48 |
| 3.  | Sans logique                   | Mylène Farmer        | Laurent Boutonnat                                                                                         | 3:51 |
| 4.  | Rolling Stone                  | Mylène Farmer        | Feder, Johanna Iser, Peter Hoppe, Anastassia Zimmerman, Ashley Hicklin, Kimberley Sawford, Quentin Segaud | 3:53 |
| 5.  | Pourvu qu'elles soient douces  | Mylène Farmer        | Laurent Boutonnat                                                                                         | 5:24 |
| 6.  | Stolen Car (en duo avec Sting) | Sting, Mylène Farmer | Sting | 3:33 |
| 7.  | Des Larmes                     | Mylène Farmer        | LP, Mike Del Rio                                                                                          | 4:29 |
| 8.  | California                     | Mylène Farmer        | Laurent Boutonnat                                                                                         | 6:10 |
| 9.  | M'effondre                     | Mylène Farmer        | Moby | 3:30 |
| 10. | L'Âme-Stram-Gram               | Mylène Farmer        | Laurent Boutonnat                                                                                         | 4:09 |
| 11. | Hard Hip-Hop                   | -                    | Christophe Voisin Boisvinet, Olivier Schultheis                                                           | 3:36 |

| 1.  | Un jour ou l'autre               | Mylène Farmer      | Mylène Farmer, Martin Kierszenbaum | 4:58  |
| 2.  | Ainsi soit je...                 | Mylène Farmer      | Laurent Boutonnat                  | 5:39  |
| 3.  | Innamoramento                    | Mylène Farmer      | Laurent Boutonnat                  | 6:52  |
| 4.  | Sans contrefaçon                 | Mylène Farmer      | Laurent Boutonnat                  | 4:25  |
| 5.  | Histoires de fesses              | Mylène Farmer      | Feder                              | 3:07  |
| 6.  | Sentimentale                     | Mylène Farmer      | Feder, Quentin Segaud              | 3:21  |
| 7.  | Désenchantée                     | Mylène Farmer      | Laurent Boutonnat                  | 10:21 |
| 8.  | Rêver                            | Mylène Farmer      | Laurent Boutonnat                  | 6:16  |
| 9.  | Je te rends ton amour            | Mylène Farmer      | Laurent Boutonnat                  | 5:29  |
| 10. | Fuck Them All / C'est dans l'air | Mylène Farmer      | Laurent Boutonnat                  | 6:03  |
| 11. | L'Horloge                        | Charles Baudelaire | Laurent Boutonnat                  | 8:26  |

### DVD et Blu-Ray
L'intégralité du spectacle est disponible sur le DVD et le Blu-Ray.

## Description de l'album et de la vidéo

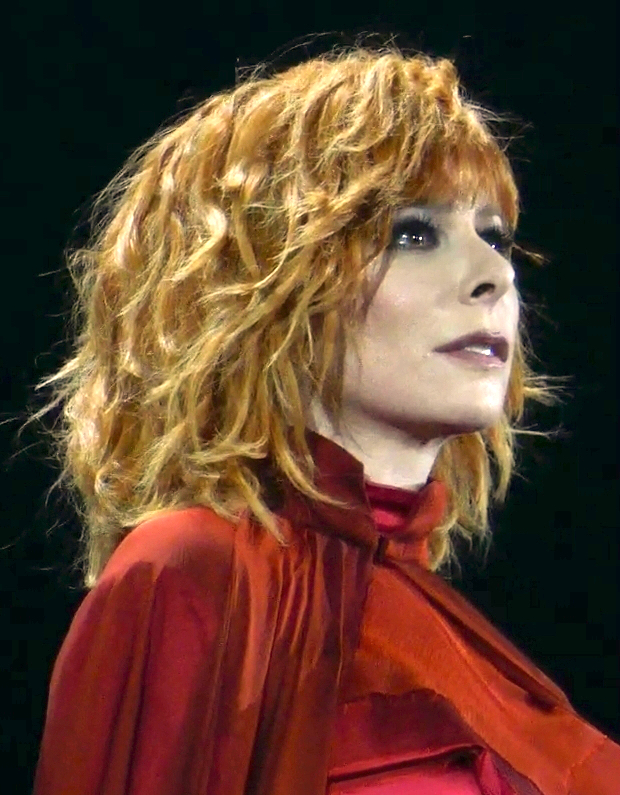
Mylène Farmer lors de son Live 2019.

Composé de 22 titres, ce double album retrace le septième spectacle de Mylène Farmer, qui s'est déroulé exclusivement à Paris La Défense Arena pour 9 soirs du 7 au 22 juin 2019.
Il comprend :
- un titre instrumental servant d'introduction, Coming from the Vortex ;
- quatre titres issus de l'album Désobéissance : les singles Rolling Stone, Sentimentale et Des Larmes, ainsi qu'Histoires de fesses ;
- trois titres issus de l'album Interstellaires : le single Stolen Car (en duo avec Sting), ainsi qu'Interstellaires et Un jour ou l'autre ;
- des titres présents sur les albums Ainsi soit je... (Sans contrefaçon, Ainsi soit je..., Pourvu qu'elles soient douces, Sans logique, L'Horloge), L'Autre... (Désenchantée), Anamorphosée (California, Rêver), Innamoramento (L'Âme-Stram-Gram, Je te rends ton amour, Innamoramento), Avant que l'ombre... (Fuck Them All), Point de suture (C'est dans l'air) et Bleu noir (M'effondre, qui servira de single promotionnel à l'album Live) ;
- un morceau instrumental servant d'interlude, Hard Hip-Hop.

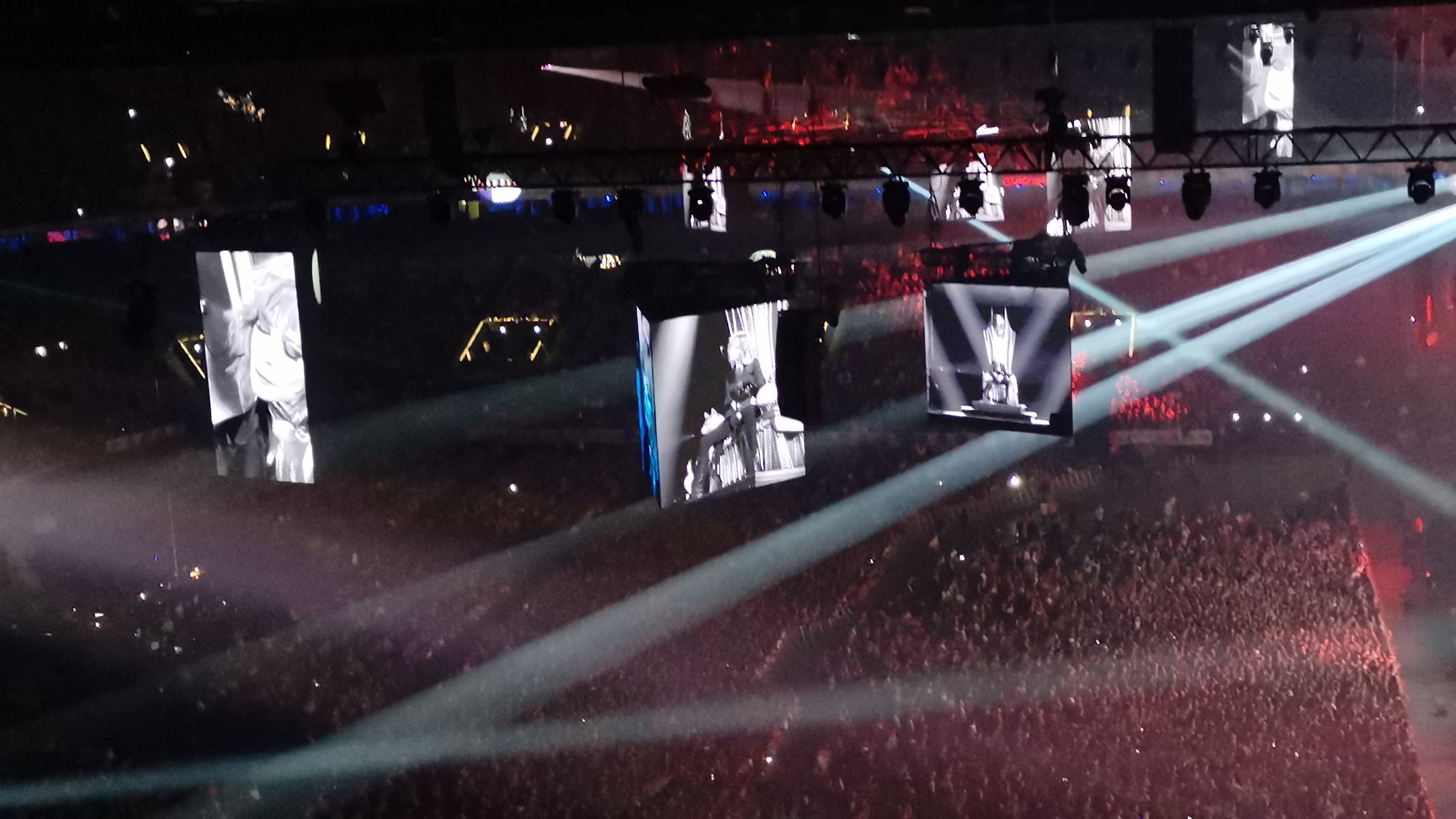
Photo de la foule lors du Live 2019.

Plusieurs chansons sont revisitées, à l'instar de Sans logique, Pourvu qu'elles soient douces et L'Âme-Stram-Gram.
Sans contrefaçon et Désenchantée offrent des réorchestrations crescendo, les titres Un jour ou l'autre, Ainsi soit je... et Innamoramento sont interprétés en piano-voix, tandis qu'un Mash-up réunit Fuck Them All et C'est dans l'air.
Contrairement aux précédents DVD, et bien que le film soit toujours réalisé par François Hanss, celui-ci ne propose pas de bonus, hormis deux bande-annonces.

Cette absence s'explique par la sortie le 25 septembre 2020 sur Amazon Prime de L'ultime création, un documentaire de deux heures retraçant les coulisses de cette série de concerts, réalisé par Mathieu Spadaro.

## Accueil critique

### Album

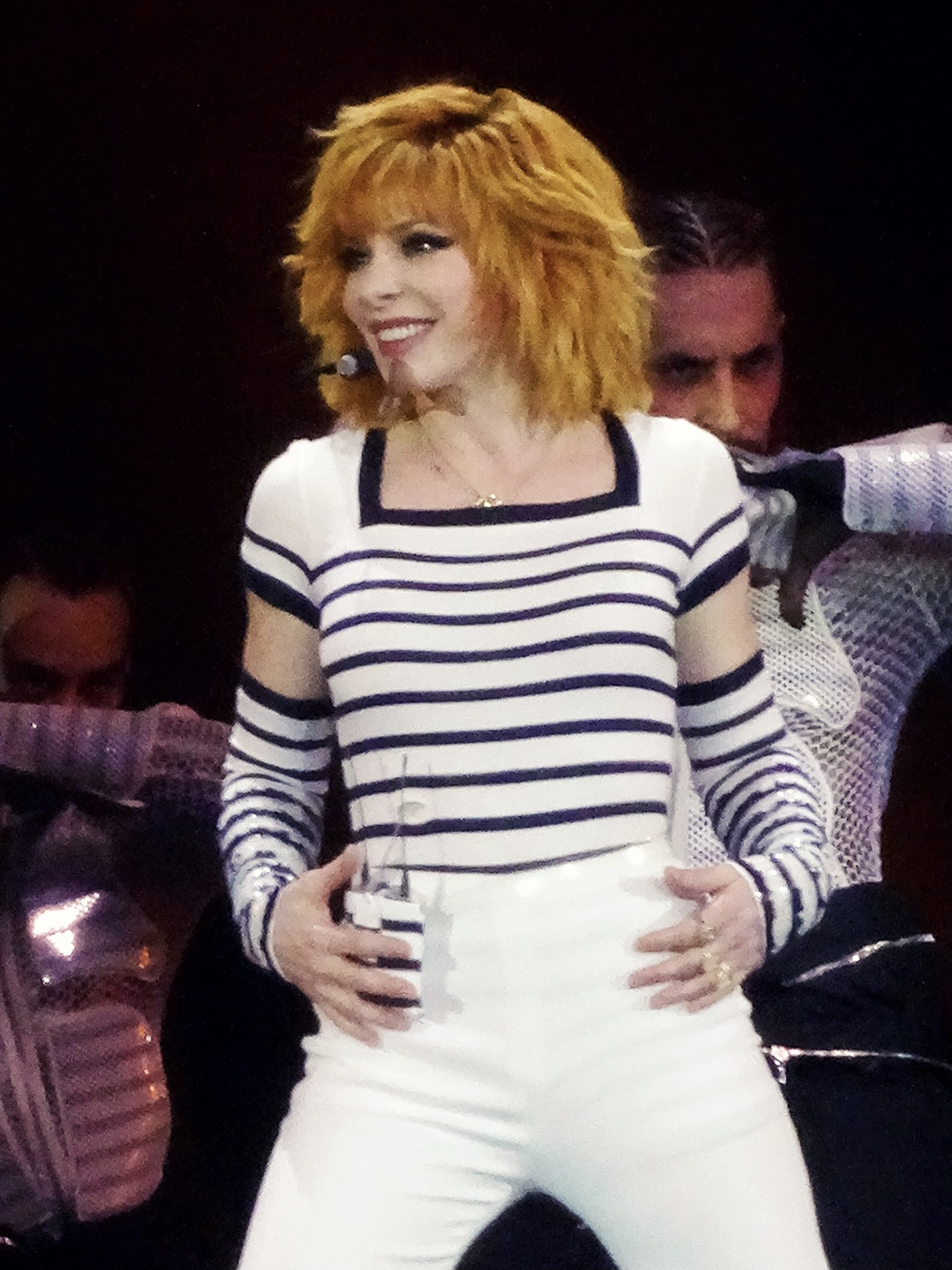
Mylène Farmer interprétant Sans contrefaçon lors de son Live 2019.

- « Hormis les quelques longueurs dues à la place laissée au public (qui chante sur Désenchantée, Rêver...), ces 22 titres permettent de redécouvrir le répertoire de Farmer. La voix est plus mûre, forcément - mais toujours pas assurée - et l'art de réorchestrer, sur un mode futuriste, les nombreux tubes (California, Sans contrefaçon) à chacune de ses tournées reste impressionnant. » (La Meuse)[19]
- « Ceux qui n'ont pas vu le show exceptionnel à Paris en juin pourront quand même apprécier le disque pour ce qu'il est : une revisite musclée du répertoire de la star, avec des tubes qui sont toujours aussi efficaces. » (La Voix du Nord)[20]
- « Live 2019 est des plus gourmands. Les 22 titres proposés parcourent la carrière entière de la flamboyante rousse. [...] Toutes les interprétations sont millimétrées, comme d'habitude avec Mylène Farmer. » (La Dernière Heure)[21]

### Vidéo
- « On a rarement vu une production française aussi ambitieuse, spectaculaire, magistrale. De son arrivée dans un croissant de lune descendu du ciel à son départ tout feu tout flamme, la reine Mylène nous en a mis plein la vue pendant deux heures. » (Le Parisien)[22]
- « Un tourbillon de rythme tranquillement assuré grâce aux réorchestrations convaincantes de ses plus grands succès, mais aussi d'émotion avec ses ballades si représentatives de son univers. Plus touchante que jamais, la chanteuse, qui semble vouloir prolonger au maximum ses échanges avec l'assistance, se laisse emporter par le frisson de l'instant sur Ainsi soit je... et Rêver. En parfaite osmose avec l'artiste, la réalisation trouve son équilibre sans tomber dans la démonstration de force et n'oublie d'ailleurs jamais d'inclure les spectateurs à l'événement. [...] Une cathédrale de lumières et d'éclairages restitués quasi sans fourmillement, une compression qui gère au mieux les fumigènes comme l'obscurité, avec parfois des portions fugitivement un peu moins précises, et une définition de la plus belle eau. » (Les Années Laser)[23]
- « Un show grandiose et vertigineux. » (Télé-Loisirs)[24]
- « Un spectacle plutôt réussi, qui évite la surenchère de séquences spectaculaires et de chorégraphies permanentes que le lieu pouvait appeler, au profit d'une sophistication des animations visuelles et des recherches lumineuses. Même le son, point noir de la salle, a fini, après quelques titres, par être dompté. » (Le Monde)[25]
- « Un concentré de tubes, de mises en scène spectaculaires et d'émotions. » (Télé 7 jours)[26]
- « Des chorégraphies millimétrées, des danseurs et des musiciens fabuleux en passant par les vibrations du public, le spectateur est plongé dans un véritable tourbillon d'émotions. Mylène Farmer a conçu un show démesuré sur la fin du monde, bourré de références artistiques. L'artiste a réussi à allier intimité et extravagance, entre tubes rétro et show visuellement spectaculaire. » (Télé Magazine)[27]
- « Live 2019, Le film témoigne que la flamboyante rousse en a encore dans les tripes et sous la pédale. Le spectacle est époustouflant. » (La Dernière Heure)[28]

## Single
Le 10 octobre 2019, une semaine avant la sortie de l'album, la chanson M'effondre (Live) est envoyée en radios.
Ce titre, dont la version originale figurait sur l'album Bleu noir, est signé par Mylène Farmer et Moby.

Un clip est diffusé le jour même, compilant plusieurs extraits du spectacle.
Disponible uniquement en téléchargement, la chanson se classe à la 17e place des ventes en France, tandis que le clip atteint la 4e place des clips les plus diffusés.

## Classements et certifications
Bien que Mylène Farmer n'en fasse aucune promotion, l'album Live 2019 se classe directement n°1 du Top Albums en France, où il est certifié disque de platine pour plus de 100 000 ventes.
Il se classe également n°1 en Belgique wallonne et en Suisse romande.
Le DVD du spectacle paraît quelques semaines plus tard et se classe à son tour n°1 des ventes, recevant un DVD de diamant en une semaine.
| Classement                     | Meilleure position |
| ------------------------------ | ------------------ |
| Belgique (Flandres Ultratop)   | 47                 |
| Belgique (Wallonie Ultratop)   | 1                  |
| France (SNEP - Ventes)         | 1                  |
| France (SNEP - Top Mégafusion) | 1                  |
| Suisse (Schweizer Hitparade)   | 2                  |
| Suisse (Suisse romande)        | 1                  |

| Classement annuel (2019)     | Position |
| ---------------------------- | -------- |
| Belgique (Wallonie Ultratop) | 39       |
| France (SNEP - Ventes)       | 29       |
| France (SNEP - Mégafusion)   | 45       |

### Certifications
| Pays           | Certification |
| -------------- | ------------- |
| France (Album) | Platine       |
| France (DVD)   | Diamant       |

## Crédits
| - Paroles : Mylène Farmer, sauf : - Stolen Car (Sting et Mylène Farmer) - L'Horloge (Charles Baudelaire) - Musique : Laurent Boutonnat, sauf : - Interstellaires et Un jour ou l'autre (Martin Kierszenbaum et Mylène Farmer) - Rolling Stone (Feder, Johanna Iser, Peter Hoppe, Anastassia Zimmerman, Ashley Hicklin, Kimberley Sawford et Quentin Segaud) - Stolen Car (Sting) - Des Larmes (LP et Mike del Rio) - M'effondre (Moby) - Histoires de fesses (Feder) - Sentimentale (Feder et Quentin Segaud) - Conception et direction artistique du spectacle : Mylène Farmer et Laurent Boutonnat - Management et production du spectacle : Thierry Suc - Direction musicale du spectacle : Olivier Schultheis (en collaboration avec Christophe Voisin Boisvinet) - Claviers et piano : Vincent Bidal - Claviers : Johan Dalgaard - Guitares : Joel Shearer et Sébastien Chouard - Basses : Jonathan Noyce - Batterie : Charles Paxson - Album enregistré par Jérôme Devoise et Stéphane Plisson - Assistant : Jean-Philippe Schevingt - Réalisation et mixage : Jérôme Devoise au Studio Digital Encoding System - Ingénieur du son en salle : Stéphane Plisson pour la société Mawip et Jérôme Devoise - Film réalisé par François Hanss - Production exécutive : Paul Van Parys pour Stuffed Monkey | - Danseurs : Aziz Baki, Raphael Baptista, Jade Gaumet, Jocelyn Laurent, Martin Gavidia, Delphine Tournie, Mehdi Layo Leyre, Antoine Randon, Thomas Gréaux, Kenji Matsunaga, Ellie Smyth, Jamie Mason, Melissa Crispim Freire, Michael Boateng, Samuel Max Fleet, Thomas Fryearson - Chorégraphies : - Mylène Farmer (Rolling Stone) - Mylène Farmer et Aziz Baki (Sans contrefaçon et Désenchantée) - Parris Goebel assistée de Cullen Neale (Pourvu qu'elles soient douces, California, L'Âme-Stram-Gram et Hard Hip-Hop) - Aziz Baki (Histoires de fesses et Mashup Fuck Them All / C'est dans l'air) - Coordinateurs chorégraphiques : Christophe Danchaud et Valérie Bony - Conception du décor : Emmanuelle Faivre (avec Dimitri Vassiliu) - Conseiller artistique : Anthony Souchet - Conception des lumières : Dimitri Vassiliu - Direction de production : Didier Gaume - Direction technique : Pascal Meley "George" - Conception des images : Bordos.Artworks, D/Labs, DK Estudio, La Maison, sauf : - M'effondre : Ghost Cell d'Antoine Delacharlery / Prod : Autour de Minuit - Création des costumes : Jean Paul Gaultier - Maquillage : Carole Lasnier - Création de la coiffure de Mylène Farmer : John Nollet - Coiffure : Frédéric Birault (Cutbyfred) - Préparateur physique de Mylène Farmer : Hervé Lewis - Coach vocal : Karen Nimereala - Photos : Nathalie Delépine, Claude Gassian, Marcel Hartmann - Label Services : Pascal Nègre et son équipe pour #NP - Design : Henry Neu pour Com'N.B - Mastering : André Perriat et Jérémy Henry pour La Villa Mastering |